# Sclemo
Sclemo è una frazione del comune di Stenico in provincia autonoma di Trento.

## Storia
A Sclemo si svolse durante la Prima guerra d'indipendenza italiana tra la notte del 19 e 20 aprile 1848 un feroce combattimento tra gli austriaci e i Corpi Volontari Lombardi sotto la guida di Gaetano Tibaldi. Quest'ultimi nel tentativo di marciare sulla città di Trento furono pesantemente sconfitti e costretti a ritirarsi.
Sclemo è stato un comune italiano istituito nel 1920 in seguito all'annessione della Venezia Tridentina al Regno d'Italia. Nel 1928 è stato aggregato al comune di Stenico.

## Monumenti e luoghi d'interesse
- Chiesa dei Santi Pietro e Paolo, edificata nel 1491.[5]